# Alconeura similis
Alconeura similis är en insektsart som beskrevs av Delong och Ruppel 1951. Alconeura similis ingår i släktet Alconeura och familjen dvärgstritar. Inga underarter finns listade i Catalogue of Life.